# Britt van Rijswijck
Britt van Rijswijck (10 augustus 2002) is een voetbalspeelster uit Nederland. Ze speelt als middenvelder voor Borussia Mönchengladbach in de Tweede Bundesliga.

## Clubcarrière
Britt van Rijswijck kwam in haar jeugdjaren uit voor RKvv BEVO en VV Helden. Sinds 2017 komt Van Rijswijck uit in de jeugdopleiding van Borussia Mönchengladbach. Ze kwam uit voor het onder 17 team van Borussia Mönchengladbach in de B-Junioren Bundesliga. Van Rijswijck kwam tot 19 wedstrijden en 3 doelpunten voor Borussia Mönchengladbach onder 17.
Vanaf het seizoen 2023/24 maakte Van Rijswijck deel uit van het eerste elftal van Borussia Mönchengladbach uitkomend in de Tweede Bundesliga. Op 19 augustus 2023 maakte Van Rijswijck haar debuut in deze competitie in een uitwedstrijd tegen Hamburger SV door in de basis te starten.
Op 5 maart 2024 verlengde van Rijswijck haar contract bij Borussia Mönchengladbach met een jaar waardoor ze tot medio 2025 behouden blijft voor de club.

## Statistieken
| Seizoen | Club                     | Competitie        | Competitie | Competitie | Beker | Beker | Overig | Overig | Totaal | Totaal |
| Seizoen | Club                     | Competitie        | Wed.       | Dlp.       | Wed.  | Dlp.  | Wed.   | Dlp.   | Wed.   | Dlp.   |
| ------- | ------------------------ | ----------------- | ---------- | ---------- | ----- | ----- | ------ | ------ | ------ | ------ |
| 2023/24 | Borussia Mönchengladbach | Tweede Bundesliga | 13         | 0          | 1     | 0     | 0      | 0      | 14     | 0      |
| Totaal  | Totaal                   | Totaal            | 13         | 0          | 1     | 0     | 0      | 0      | 14     | 0      |

Bijgewerkt t/m 2 juni 2024.

## Interlandcarrière
Britt van Rijswijck kwam als jeugdinternational uit voor Nederland onder 15. Ze maakte voor dit jeugdelftal haar debuut op 28 april 2017 tegen de leeftijdsgenoten van Ierland. Van Rijswijck werd op 5 juni 2018 opgenomen in een voorlopige selectie voor een trainingstage bij Nederland onder 16.